# 多氏緋鯉
多氏緋鯉（拉丁語：Upeneus doriae）為輻鰭魚綱鱸形目鱸亞目鬚鯛科的其中一種，分布西印度洋區的波斯灣及阿曼灣海域，棲息深度可達45（148英尺）。本魚體銀色，觸鬚白色，第一背鰭淡黃色，背鰭硬棘8枚，背鰭軟條9枚，體長可達20（7.9英寸）。為底棲性魚類，成群活動，屬肉食性，可作為食用魚。